# Ingeborg Schwalbe
Ingeborg Schwalbe, z domu Günther (ur. 21 listopada 1935 w Bernsdorfie) – niemiecka lekkoatletka, specjalistka rzutu oszczepem, olimpijka. Podczas swojej kariery reprezentowała Niemiecką Republikę Demokratyczną.
Wystąpiła we wspólnej reprezentacji Niemiec na mistrzostwach Europy w 1962 w Belgradzie, gdzie zajęła 7. miejsce w rzucie oszczepem. Odpadła w kwalifikacjach tej konkurencji na igrzyskach olimpijskich w 1964 w Tokio.
Była mistrzynią NRD w rzucie oszczepem w latach 1954, 1957, 1958 i 1964, wicemistrzynią w 1955, 1956, 1959, 1962 i 1963 oraz brązową medalistką w 1961.
Dziewięciokrotnie poprawiała rekord NRD w tej konkurencji do wyniku 55,64 m uzyskanego 20 lipca 1960 w Halle. Jej rekord życiowy wynosił 57,42 m, ustanowiony 23 sierpnia 1964 w Berlinie.